# Версальський договір (1919)

Німеччина після Версальського договору
----
Анексовано сусідніми державами
Під управлінням Ліги Націй (Саар)
Веймарська Німеччина

Версальський мирний договір (англ. Treaty of Versailles; фр. Traité de Versailles; нім. Versailler Vertrag, вимова [vɛʁˈzaɪ̯ɐ fɛɐ̯ˈtʁaːk] ( прослухати)) — підписаний у Версалі 28 червня 1919 року державами-переможницями у Першій світовій війні (США, Великою Британією, Французькою республікою, Королівством Італія, Японською імперією, Бельгією тощо) з одного боку, і переможеною Німеччиною — з іншого. З іншими центральними державами, які воювали на стороні Німецької імперії у Першій світовій війні були підписані окремі договори. Хоча перемир'я, підписане 11 листопада 1918 року, фактично закінчило бойові дії, знадобилося шість місяців переговорів на Паризькій мирній конференції щодо укладання мирного договору. Договір був зареєстрований у секретаріаті Ліги Націй 21 жовтня 1919 року, і надрукований в Treaty Series.
З багатьох положень договору, одним з найважливіших і спірних було взяття Німеччиною на себе відповідальність за спричинення війни (поряд з Австрією та Угорщиною, відповідно до Сен-Жерменського мирного договору і Тріанонського договору) і, відповідно до положень статей 231—248 (пізніше названих Положеннями про провину війни, англ. War Guilt clauses), роззброїтися, здійснити істотні територіальні поступки і платити великі репарації країнам, які формували блок держав Антанти. Загальна вартість цих репарацій була оцінена на 132 млрд марок (у 1921 році $31,4 млрд або £6,6 млрд), що приблизно еквівалентно $442 млрд або £284 млрд. 2013 року, сума, яку багато економістів у той час, зокрема, Джон Мейнард Кейнс, вважав надмірною і контрпродуктивною, оскільки Німеччина мусила платити до 1988 року.
Зрештою, останні платежі були зроблені 4 жовтня 2010 року
у 20-ту річницю возз'єднання Німеччини, і близько 92 років після закінчення війни за спричинення якої вони були призначені.
Договір був підірваний рядом подій, ще в 1932 році і широко порушувався до середини 1930-х років.

## Переговори

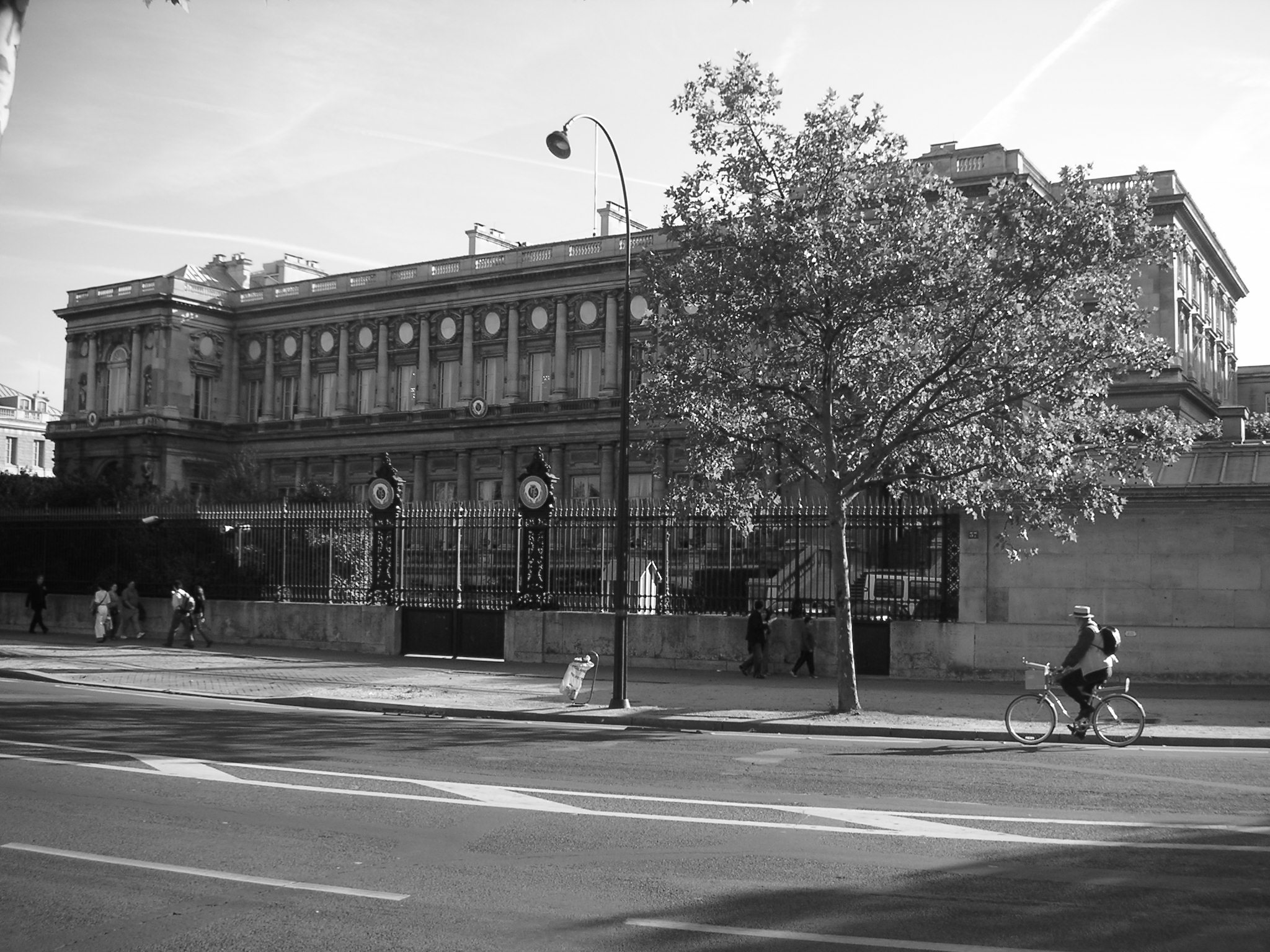
Salle de l'Horloge, Міністерство закордонних справ Франції

Переговори між союзними державами почалися 18 січня в Salle de l'Horloge Міністерства закордонних справ Франції, на набережній д'Орсе в Парижі. Спочатку в переговорах брали участь 70 делегатів з 27 країн. Німеччина, Австрія та Угорщина, які зазнали поразки, були виключені з переговорів. Більшовицька Росія також була виключена, тому що вона уклала окремий договір з Німецькою імперією в 1918 році, згідно з яким Німеччина отримала велику частину території колишньої Російської Республіки і ресурсів. Як пізніше зазначали учасники переговорів у Версалі, умови цього договору були вкрай суворими. Ще раніше окремий договір був також укладений між Українською Народною Республікою та Центральними державами.
До березня 1919 року, найважливішу роль у веденні переговорів відносно складних і важких умов миру відігравали регулярні зустрічі «Ради десяти», в яку увійшли глави урядів і міністри закордонних справ п'яти основних переможців (Велика Британія, Французька республіка, США, Королівство Італія та Японська імперія). Це незвичайне утворення виявилося занадто громіздким і формальним для ефективного прийняття рішень. Представники Японської імперії і, більшу частину переговорів — міністри закордонних справ — залишили головні зустрічі, отже залишилася тільки «Велика четвірка». Після того, як територіальні претензії прем'єр-міністра Італії Вітторіо Орландо стосовно Фіуме (сьогодні Рієка) були відхилені, він також залишив переговори і повернувся тільки на підписання договору в червні.
Остаточні умови були визначені лідерами «великої трійки» країн: прем'єр-міністром Великої Британії Девідом Ллойд Джорджем, прем'єр-міністр Франції Жоржем Клемансо й американським президентом Вудро Вільсоном
Навіть цій невеликій групі було важко визначитися із загальною позицією, тому що їхні цілі суперечили одна одній. Результат було названо «невдалим компромісом» (англ. unhappy compromise).

### Позиція Великої Британії
Спустошення у Великої Британії під час війни було порівняно невеликим, тому прем'єр-міністр Девід Ллойд Джордж підтримував репарації меншою мірою, ніж французи. Велика Британія починала дивитися на відновлену Німеччину як на важливого торговельного партнера і турбувалася про вплив відшкодування також на британську економіку. Ллойд Джордж був також стурбований пропозицією Вудро Вільсона щодо «самовизначення» націй, і, як французи, хотів зберегти імперський статус своєї країни. Як і французи, Ллойд-Джордж підтримував таємні договори і військово-морські блокади. Ллойд Джорджу вдалося збільшити загальну величину репарацій і частку Великої Британії вимагаючи компенсації за величезну кількість вдів, сиріт та чоловіків, які стали інвалідами і не могли працювати.

### Позиція США
У Сполучених Штатах панував сильний антиінтервенціоністський настрій, після вступу США у війну в квітні 1917 року, багато американців прагнули звільнитися від європейських справ якомога швидше. США зайняли більш примирливу позицію стосовно питання німецьких репарацій. До кінця війни президент Вудро Вільсон, разом з іншими американськими чиновниками, включаючи Едварда Гауса, висунув Чотирнадцять пунктів, які він представив у своєму виступі на Паризькій мирній конференції. США також висловили бажання продовжувати торгівлю з Німеччиною, тому також не хотіли ставитися до неї занадто суворо в економічному плані.

### Позиція Французької республіки
Французька делегація в Парижі на чолі з прем'єром Жоржем Клемансо була сповнена рішучості щодо відновлення французької гегемонії на європейському континенті. З 1870 до 1914 року Німеччина здійснила великий економічний і демографічний ривок, перевершивши Французьку республіку за впливом на континенті. Таким чином, Клемансо використовував конференцію як засіб відновлення великодержавних позицій Франції в Європі.
За словами Джона Мейнарда Кейнса:
|  | Наскільки це можливо, політикою Франції було переведення годинника назад і скасування того, що з 1870 року здійснив прогрес у Німеччині. Втратою території та іншими заходами її населення мало бути обмежене, але, передусім, мала бути знищена економічна система, на якій базувалася її нова сила; багато фабрик, зорієнтованих на випуск заліза, вугілля і транспорту повинні бути знищені. Якщо Франція зможе заволодіти, хоча б частково, тим, що Німеччина змушена втратити, нерівність сил між двома суперниками у боротьбі за європейську гегемонію може бути усунена на покоління. Оригінальний текст (англ.) So far as possible, therefore, it was the policy of France to set the clock back and undo what, since 1870, the progress of Germany had accomplished. By loss of territory and other measures her population was to be curtailed; but chiefly the economic system, upon which the depended for her new strength, the vast fabric built upon iron, coal, and transport must be destroyed. If France could seize, even in part, what Germany was compelled to drop, the inequality of strength between the two rivals for European hegemony might be remedied for generations. |

## Умови договору
Умови договору склали на Паризькій мирній конференції 1919–1920 рр. Договір набув чинності 10 січня 1920 , після ратифікації його Німеччиною і чотирма головними союзними державами — Великою Британією, Французькою республікою, Королівством Італія і Японською імперією. США, Хіджаз і Еквадор підписали Версальський мирний договір, але відмовилися його ратифікувати. Сенат США відмовився від ратифікації через небажання республіканської більшості в Сенаті на чолі з Генрі Каботом Лоджем зв'язувати себе участю в Лізі Націй, статут якої був складовою частиною Версальського договору, оскільки в Лізі Націй переважав вплив Великої Британії і Французької республіки. У серпні 1921 року США уклали з Німеччиною особливий договір, майже ідентичний Версальському, але який не містив статей про Лігу Націй.

### Територіальні зміни у Європі
Межі Німеччини зразка 1919 року були окреслені майже ідентично до того, як при офіційному створення країни в 1871 році. Території і міста в цьому регіоні протягом століть неодноразово переходили від однієї держави до іншої, зокрема, в різний час частиною з них володіли Австро-Угорщина, Швеція, Річ Посполита. Однак, Німеччина претендувала на ці землі і міста, які вона розглядала як історично «німецькі» століттями до створення Німеччини як держави в 1871 році. Інші країни заперечували претензії Німеччини на ці території. У мирному договорі Німеччина погодилися повернути спірні землі й міста різним країнам.
Німеччина була змушена поступитися контролем над своїми колоніями, а також втратити деякі європейські території. Західна Пруссія була передана Польській республіці, надавши їй тим самим доступ до Балтійського моря через «польський коридор», який Пруссія анексувала при поділах Польщі. Це перетворило Східну Пруссію в ексклав, відділений від основної території Німеччини.
- Ельзас і більша частина Лотарингії (у кордонах 1870 р.), раніше німецькомовні території, що входили до складу Франції, були анексовані королем Людовиком XIV, який розглядав Рейн, як «природний кордон» Франції. Приблизно після 200 років французького правління, в 1871 році, Ельзас і німецькомовна частина Лотарингії були передані Німецькій імперії відповідно до Франкфуртсього договору. У 1919 році обидва регіони знову були передані Французькій республіці.
- Більша частина прусської провінції Позен (нині Познань) і Західної Пруссії, які Пруссія анексувала під час поділів Польщі (1772—1795), без плебісциту відійшли до Польщі (площа 53 800 км², 4 224 000 жителів (1931). Більша частина провінції Позен вже перебувала під польським контролем після Великопольського повстання 1918—1919 років.
- Округи Мальмеді й Ейпен Німеччина передавала Бельгії. Населенню дали можливість висловити «протест» проти передачі, але у відповідному реєстрі зібралось небагато підписів. Залізниця Vennbahn також передавалася Бельгії.
- Данциг (Гданськ) оголосили вільним містом.
- Мемель (Клайпеда) переданий у ведення держав-переможниць (у лютому 1923 р. окупований Литвою).
- Глучинський регіон Верхньої Сілезії був без плебісциту переданий Чехословацькій республіці (площа — 316 чи 333 км², 49 000 жителів).
- Район Сольдау (нині Дзялдово) у Східній Пруссії, важливий залізничний вузол на маршруті Варшава—Гданськ, був переданий Польській республіці без плебісциту (площа — 492 км²).[13]
- Питання про державну приналежність Шлезвігу, південної частини Західної Пруссії і Верхньої Сілезії мало бути вирішене плебісцитом (північна частина Шлезвігу перейшла 1920 року до Данії, частина Верхньої Сілезії в 1922 р. — до Польської республіки; інші спірні території залишилися в Німеччині). Історично польські землі в басейні Одера — Нижня Сілезія та більша частина Верхньої Сілезії — залишилися в Німеччини.
- Саар перейшов на 15 років під управління Ліги Націй,[14] а потім його доля мала вирішитися шляхом плебісциту. Протягом цього часу видобуте вугілля направлялось у Французьку республіку. Регіон називався нім. Saargebiet і був сформований з південної частини німецької Рейнської провінції і західної частини баварського Пфальца згідно зі «Статутом Саару» Версальського договору (статті 45-50).
- Німеччина взяла зобов'язання дотримуватися незалежності Австрійської республіки, визнавала незалежність Чехословацької й Польської республік.
- Було створено Рейнську демілітаризовану зону — Німеччині заборонили тримати будь-які війська на всій своїй території на захід від Рейна й на 20 кілометрів на схід від нього.
- ст. 436 Версальського договору підтвердила положення Другого французько-монегаського договору 1918 р. про передачу зовнішньополітичних повноважень Князівства Монако Французькій Республіці[15].

### Переділ німецьких колоній
Колонії Німеччини (Німецький Камерун, Тоголенд, Німецька Східна Африка, Німецька Південно-Західна Африка, Цзяочжоу, Німецька Нова Гвінея, Соломонові острови тощо) перейшли під опіку держав-переможниць (Великої Британії, Французької республіки, Японської імперії, Південно-Африканського Союзу).
Переділ німецьких колоній був здійснений таким чином: В Африці Танганьїка стала підмандатною територією Великої Британії, район Руанда-Урунді — підмандатною територією Бельгії, «Трикутник Кіонг» був переданий Португальській республіці (названі території раніше складали Німецьку Східну Африку). Велика Британія і Французька республіка розділили Тоголенд й Німецький Камерун; Південно-Африканський Союз отримав мандат на Південно-Західну Африку. У Тихому океані як підмандатні території до Японської імперії відійшли Соломонові острови, а також інші острови що належали Німецькій імперії північніше екватора, до Австралійського Союзу — Німецька Нова Гвінея, до Нової Зеландії — острови Німецьке Самоа.
Німеччина за Версальським мирним договором відмовлялася від всіх концесій і привілеїв у Республіці Китай, від прав консульської юрисдикції і від всякої власності в Сіамі, від усіх договорів і угод з Ліберією, визнавала протекторат Французької республіки над Марокко та Великої Британії — над Єгиптом. Права Німеччини щодо Цзяочжоу і всієї Шаньдунської провінції Республіки Китай відходили до Японської імперії (внаслідок цього Версальський договір не був підписаний Китаєм).

### Репарації
Стаття 231 Версальського договору приписувала провину за війну Німеччині, значна частина решти Договору описувала репарації, що Німеччина буде виплачувати союзникам. Загальна сума репарацій, за рішенням Міжсоюзницької Комісії з репарацій, становила близько 226 мільярдів марок. У 1921 році ця сума була скорочена до 132 мільярдів марок, що становило в той час, $31,4 млрд. ($442 млрд в 2012 році), або £6,6 млрд. (£284 млрд в 2012 році).
Можна твердити, що накладені у Версалі відшкодування частково були відповіддю на відшкодування, накладені Німецькою імперією на Французьку республіку у 1871 році Франкфуртським договором підписаним після Французько-прусської війни; критики Договору стверджували, що Франції вдалося сплатити репарації (5 млрд франків) протягом трьох років, але план Юнга 1929 року передбачав, що німецькі репарації мали виплачуватися ще протягом 59 років, до 1988 року. Відшкодування за Франкфуртським договором були, в свою чергу, розраховані на основі кількості населення, як точний еквівалент відшкодування накладених Наполеоном I на Прусське королівство в 1807 році.
Версальські репарації приймали різні форми, включаючи вугілля, сталь, інтелектуальну власність (наприклад, торгову марку аспірину) і сільськогосподарську продукцію, значною мірою через те, що валютні відшкодування такого розміру могли призвести до гіперінфляції, що насправді сталося в повоєнній Німеччині (Гіперінфляція у Веймарській республіці), і могло зменшити користь Франції та Великої Британії.
Репарацій у вигляді вугілля зіграли велику роль у покаранні Німеччини. Версальський мир ствердив, що Німеччина несе відповідальність за руйнування вугільних шахтах на півночі Французької республіки і частині Бельгії, частині Королівства Італія. Таким чином, Французька республіка отримала у тимчасове повне розпорядження вугленосний басейн Німеччини Саар. Крім того, Німеччина змушена була передавати Французькій республіці, Бельгії, Королівству Італія мільйони тонн вугілля протягом 10 років. Однак, Третій Рейх під керівництвом Адольфа Гітлера, не здійснював поставок вугілля протягом декількох років, порушуючи тим самим умови Версальського договору.
Німеччина, закінчила платити репарації лише в 2010 році.

### Обмеження на збройні сили
За договором збройні сили Німеччини мали бути обмежені 100-тисячною сухопутною армією; обов'язкова військова служба скасовувалася, основна частина збереженого військово-морського флоту підлягала передачі переможцям, було також накладено жорсткі обмеження на будівництво нових бойових кораблів. Німеччині заборонялося мати багато сучасних видів озброєння — бойову авіацію, бронетехніку (за винятком невеликої кількості застарілих машин — броньованих автомобілів для потреб поліції).

### Створення міжнародних організацій
Частиною I договору був Пакт про Лігу Націй (англ. Covenant of the League of Nations), який передбачав створення Ліги Націй, організація, метою якої був арбітраж у міжнародних суперечках, щоб уникнути таким чином майбутніх воєн. Частина XIII постулювала створення Міжнародної організації праці, щоб сприяти «регулюванню робочого часу, включаючи встановлення максимального робочого дня і тижня, регулювання трудових ресурсів, запобігання безробіттю, забезпечення адекватного прожиткового мінімуму, захист робітників від хвороб і травм, що випливають з його зайнятості, захист дітей, підлітків і жінок, забезпечення на старість і випадки каліцтва, захист інтересів робітників, що працюють в інших (ніж їх власна) країнах, визнання принципу свободи об'єднання, організація професійно-технічної освіти та інші заходи». Окрім цього, відповідно до частини XII, повинні були бути створені міжнародні комісії з питань адміністративного контролю за Ельбою, Одрою, Німаном і Дунаєм.

## Наслідки

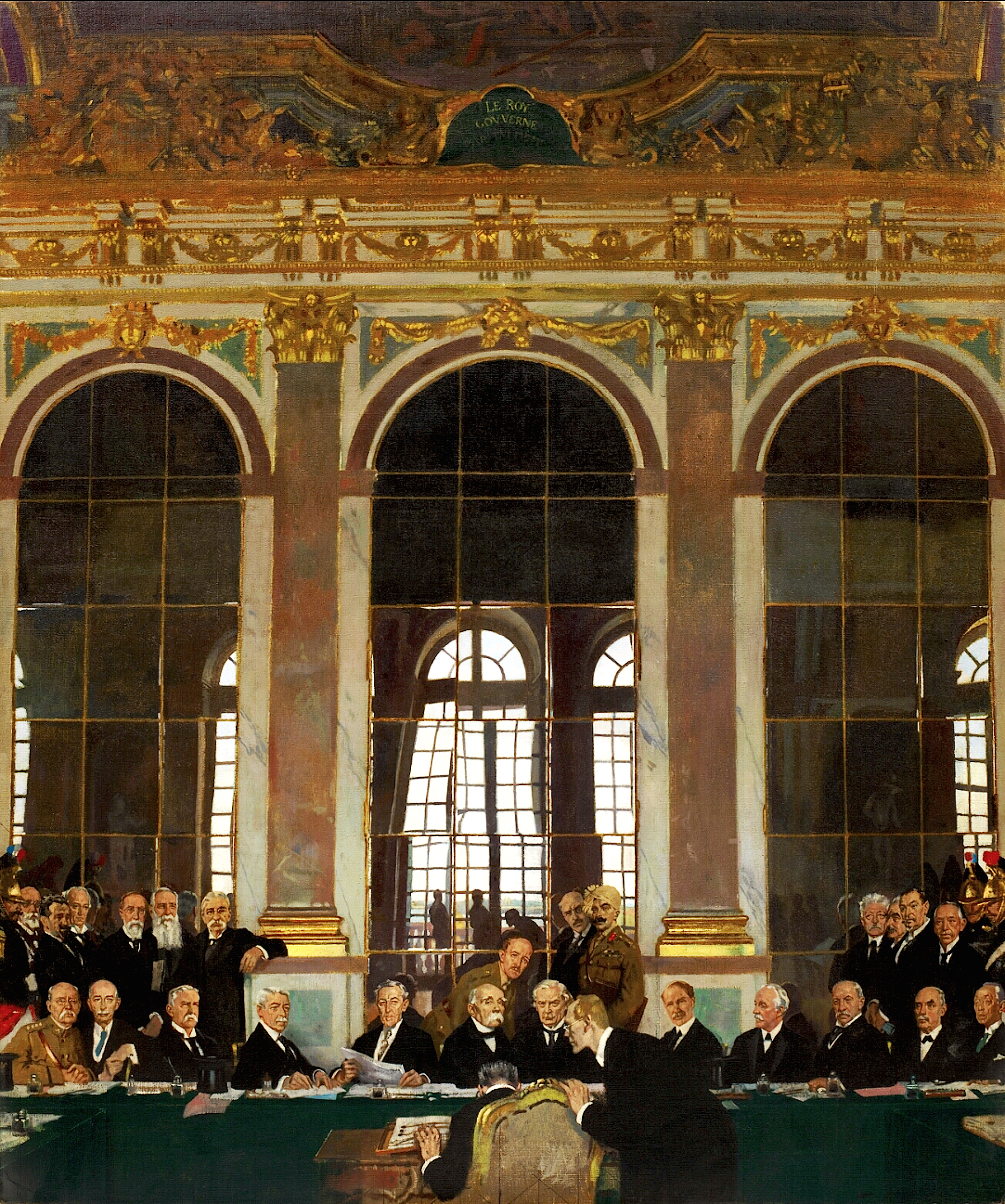
«Підписання мирного договору в Дзеркальній галереї» (Вільям Орпен, Імперський воєнний музей)

Умови Версальського мирного договору традиційно вважаються виключно принизливими та жорстокими стосовно Німеччини. Саме вони спричинили крайню соціальну нестабільність всередині країни (після початку світової економічної кризи в 1929 році), виникнення ультраправих сил й приходу до влади нацистів (у 1933 році).
Проте жорсткі обмеження, накладені на Німеччину, належним чином не контролювалися європейськими державами або ж порушення їх навмисно спускалися Німеччині з рук, у тому числі: Ремілітаризація Рейнської області, аншлюс Австрійської республіки, відторгнення Судетської області Чехословацької республіки і подальша окупація Чехії й Моравії.
| Держави-отримувачі       | Площа, км² | Населення, тис. чол. |
| ------------------------ | ---------- | -------------------- |
| Польська республіка      | 43 600     | 2950                 |
| Французька республіка    | 14 520     | 1820                 |
| Данія                    | 3900       | 160                  |
| Литва                    | 2400       | 140                  |
| Вільне місто Данциг      | 1900       | 325                  |
| Бельгія                  | 990        | 65                   |
| Чехословацька республіка | 320        | 40                   |
| Всього                   | 67 630     | 5500                 |

У 1935 році Гітлер відмовився від дотримання Версальського договору.

## Історичні оцінки
У своїй книзі Економічні наслідки миру (англ. The Economic Consequences of the Peace), Кейнс назвав Версальський договір «Карфагенським миром» (синонім накладення дуже жорстких умов миру), помилковою спробою французького реваншизму знищити Німеччину, замість того, щоб слідувати принципам справедливого міцного миру, викладеним в Чотирнадцяти пунктах Вудро Вільсона, які Німеччина прийняла під час перемир'я. Він заявив: «Я вважаю, що кампанія по забезпеченню сплати Німеччиною загальних втрат у війні був одним з найсерйозніших актів політичної глупоти, за які наші державні мужі будь-коли поносили відповідальність». Кейнс був головним представником британського казначейства на Паризькій мирній конференції, і використовував у своїх пристрасних книгах аргументи, які він та інші (в тому числі офіційні особи США) використовували в Парижі. Він вважав, що суми, які від Німеччини вимагають як репарації перевищували у багато разів її можливості, що буде викликати сильну нестабільність (див. цитату). Пов'язаний з французьким рухом Опору економіст Етьєн Манту (фр. Étienne Mantoux) оспорював такий підхід. Написана Манту 1940-х роках і видана посмертно книга під назвою «Карфагенський мирний договір, або економічні наслідки м-ра Кейнса» є спробою спростувати претензії Кейнса.
У пізніших дослідженнях (наприклад, у книзі «World At Arms» історика Ґерхарда Вайнберга) висунута теза, що договір був насправді дуже вигідний Німеччині. Рейх Бісмарка не розпався, а був збережений як політична одиниця, Німеччина в значній мірі уникнула післявоєнної військової окупації (на відміну від ситуації після Другої світової війни). В есе 1995 року, Вайнберг зазначив, що зі зникненням Австро-Угорської імперії і відсуненням Росії з Європи, Німеччина в даний час є домінуючою силою у Східній Європі. Вайнберг пише, що, враховуючи, що вже за 21 рік після Версаля Німеччини здобула більше землі, ніж мала в 1914 році, ставить під сумнів, що Версаль був так суворий й непосильний, як стверджували німці.